# Ann-Margret Utterberg
Ann-Margret Utterberg, po mężu Svensohn (ur. 27 sierpnia 1946) – szwedzka lekkoatletka, sprinterka, halowa mistrzyni Europy z 1974.
Zdobyła złoty medal w sztafecie 4 × 2 okrążenia na halowych mistrzostwach Europy w 1974 w Göteborgu (sztafeta biegła w składzie: Ann-Charlotte Hesse, Lena Fritzson, Utterberg i Ann Larsson).
Była wicemistrzynią Szwecji w sztafecie 4 × 100 metrów w 1974 i w sztafecie 4 × 200 metrów w 1975 oraz brązową medalistką w biegu na 100 metrów w latach 1973–1975, w biegu na 200 metrów w 1974 i 1975, w sztafecie 4 × 200 metrów w 1974 i w sztafecie 4 × 400 metrów w 1973 i 1975. W hali była wicemistrzynią w biegu na 60 metrów w 1975.